# 堰坪镇
堰坪乡，是中华人民共和国重庆市云阳县下辖的一个乡镇级行政单位。

## 行政区划
堰坪乡下辖以下地区：
百福社区、堰坪村、曲溪村、高银村、高新村和中升村。